# 普永
普永（法語：Pouillon，法語發音：[pujɔ̃]）是法国朗德省的一个市镇，属于达克斯区。

## 地理
普永（43°36'16"N, 0°59'47"W）面积49.74 平方千米，位于法国新阿基坦大区朗德省，该省份为法国西南部沿海省份，是法國本土面积第二大的省，北起吉倫特省，西临大西洋，南至大西洋比利牛斯省，东临热尔省，东北与洛特-加龍省接壤。
与普永接壤的市镇（或旧市镇、城区）包括：贝内斯莱达克斯、卡尼奥特、科内耶、埃斯蒂博、加斯、拉巴蒂、曼巴斯特、米松、索尼亚克和康布朗。

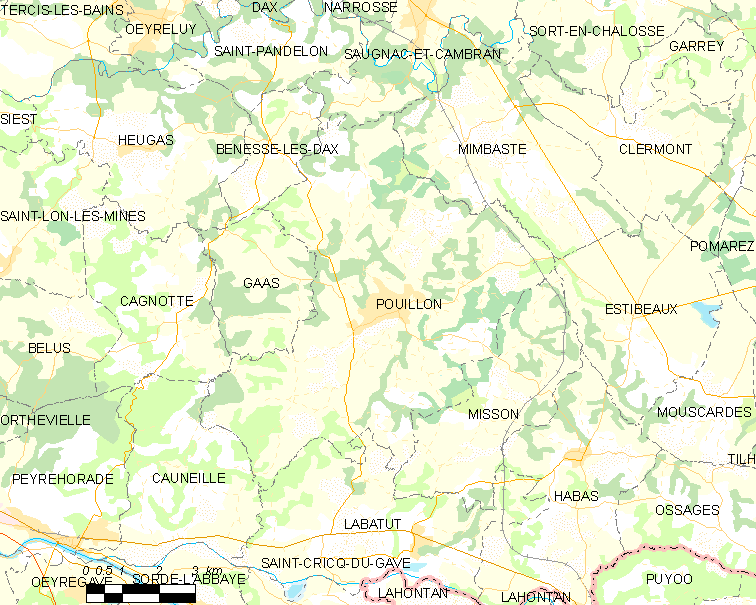
普永的OSM定位图

普永的时区为UTC+01:00、UTC+02:00（夏令时）。

## 行政
普永的邮政编码为40350，INSEE市镇编码为40233。

## 政治
普永所属的省级选区为奥尔特-阿里冈县。

## 人口

1962-2008年间普永人口变化图示

普永于2022年1月1日时的人口数量为3151人。